# 15 Khordad
Le 15 Khordad ( : پانزده خرداد) est un système de missiles sol-air construit et utilisé par l'Iran,,,. Le système a été dévoilé au public le 9 juin 2019 dans une allocution prononcée par le ministre de la Défense, Amir Hatami, à Téhéran. Le système a été développé par l'Organisation des industries aéronautiques iraniennes (IAIO). Il doit avoir la capacité de détecter et d'intercepter les avions de combat, les cibles furtives, les drones de combat et les missiles de croisière. Il fonctionne en conjonction avec les missiles Sayyad-3.
Le système de missiles sol-air a été développé afin de contrer les missiles et autres menaces aériennes présentées par la présence de forces extra-régionales sur des bases militaires dans les pays autour de l'Iran. Il a été dévoilé au milieu de l'escalade des tensions avec les États-Unis et des tentatives infructueuses de l'Europe pour respecter ses engagements envers l'accord sur le programme nucléaire iranien le 2015.

## Nom
Le système de défense aérienne 15 Khordad est nommé en l'honneur des manifestations de 1963 en Iran, qui selon le calendrier iranien est connu sous le nom de soulèvement du 15 Khordad. Il s'agissait d'une série de manifestations en Iran contre l'arrestation de l'Ayatollah Ruhollah Khomeini après sa dénonciation du Shah iranien Mohammad Reza Pahlavi et d'Israël. Le régime du Shah a été pris par surprise par les manifestations publiques massives de soutien et ce sont ces événements qui ont établi le pouvoir de l'opposition religieuse au Shah et Khomeiny en tant que guide religieux et politique.

## Conception

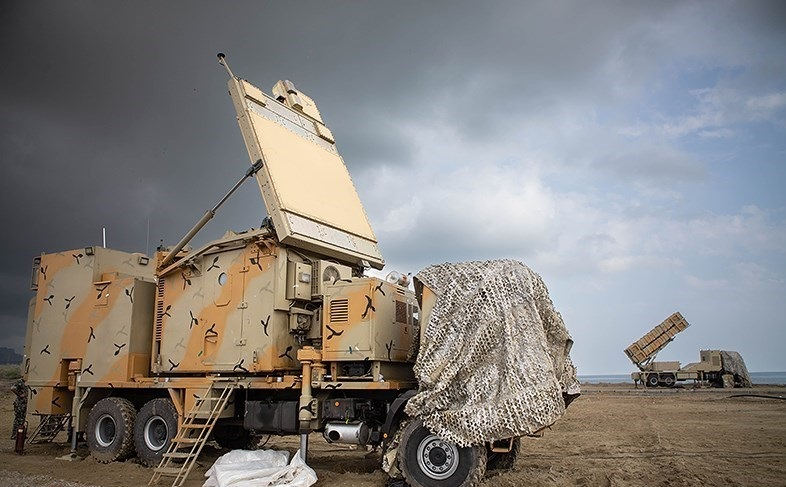
Photographie d'un système 15 Kordad.

Le système de défense aérienne 15 Khordad a été conçu et fabriqué par l'Organisation des industries de l'aviation (IAIO). Le système est équipé d'un radar à balayage électronique passive et de rampes de lancement indépendantes qui fonctionnent conjointement pour détecter, intercepter et détruire les menaces potentielles. La configuration du système de missile sol-air comprend deux camions militaires. Un avec un lanceur rectangulaire rotatif sur le lit qui contient quatre cartouches de missiles sur deux rangées de deux cartouches chacune, mais qui est capable d'utiliser une seule rangée de deux cartouches. Un autre avec une antenne radar en forme de plaque tournante montée. Il peut être préparé pour des engagements avec des cibles hostiles en moins de cinq minutes.

## Capacités
Selon les médias d’État iraniens, le 15 Khordad est capable d'intercepter six cibles à la fois. Le système est capable de détecter des avions de combat, des missiles de croisière et des drones de combat à 150 kilomètres (93,2 mi) et de les suivre dans un rayon de 120 kilomètres (74,6 mi). Le missile Sayyad-3 a une portée de 200 kilomètres (124,3 mi). Le système peut également détecter des cibles furtives à une distance de 85 kilomètres (52,8 mi) et peut les intercepter dans un rayon de 45 kilomètres (28 mi).

## Opérateurs
- Iran